# Los Gamos
Los Gamos (Buckland en inglés) es un lugar ficticio que pertenece al legendarium creado por el escritor británico J. R. R. Tolkien y que aparece en su novela El Señor de los Anillos.
Es una región situada al noroeste del continente conocido como Tierra Media y se encuentra, a su vez, dentro de la región de Eriador, en la Comarca. Fue fundada en el siglo XXIV de la Tercera Edad del Sol por Gorhenhad Gamoviejo y, si bien en un principio fue una región independiente de la Comarca, en los primeros años de la Cuarta Edad del Sol se anexionó a ella. Está poblada exclusivamente por hobbits, una raza emparentada con los hombres y que se caracteriza por su baja estatura.

## Geografía
Los Gamos están situados al este de la Comarca y del río Baranduin, o Brandivino, como es llamado por los hobbits. 
Están limitados al norte por la Puerta de Los Gamos, la única entrada a la región, que está localizada cerca del puente del Brandivino y situada sobre el Gran Camino del Este que viene desde la aldea de Bree, a unas treinta millas al este de la Comarca. Al oeste, están limitados por el río Baranduin. Al este, los hobbits que vivían en Los Gamos hicieron crecer la Cerca, un seto alto y espeso, para protegerse contra el mal del cercano Bosque Viejo y servir así de frontera. La Cerca continua por el sur hasta el punto donde el río Tornasauce se une con el Baranduin cerca del pueblo de Fin de la Cerca.

### Gamoburgo

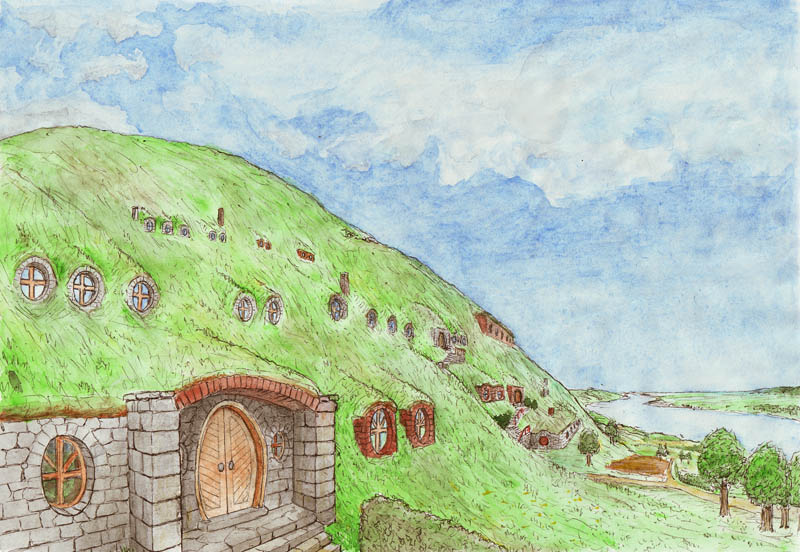
Casa Brandi (Brandi Hall en el original inglés).

Gamoburgo (Bucklebury en el original inglés), situado al este de la Colina de Los Gamos, es el pueblo más importante de la región. En él se encuentra Casa Brandi, un smial que fue construido por Gorhenhad Gamoviejo al pie de la colina y que se convirtió en el hogar del Señor de Los Gamos, uno de los cargos más importantes de la Comarca. Tiene una biblioteca en la que abundan los libros sobre la Comarca, Eriador y Rohan, algunos de ellos escritos por el hobbit Meriadoc Brandigamo, quien tenía buenas relaciones con el reino de los rohirrim. Destacan especialmente el Herbario de la Comarca, que trata sobre la hierba para pipa que tanto les gustaba a los hobbits, Palabras y nombres antiguos de la Comarca, donde se investiga el parentesco entre el rohírrico y algunas palabras usadas por los hobbits, y Cronología de la Comarca.

### Balsadera de Gamoburgo
La balsadera de Gamoburgo (Bucklebury Ferry en el original inglés) es una balsadera usada como el segundo paso principal por el río Brandivino de la Comarca a Los Gamos, después del puente del Brandivino. Se dijo que éste estaba a unas veinte millas al norte, pero esta distancia parece haber sido un error de Tolkien, y en las ediciones más nuevas de la novela El Señor de los Anillos aparece corregido a diez millas. Carece de tripulante, pues era utilizado por los viajeros hobbits según lo necesitado. En el camino a la casa nueva en Cricava, Frodo, Sam, Merry y Pippin cruzaron el río usando una balsa, justo antes de la llegada de un Jinete Negro, que se vio obligado a circundar el Baranduin por el puente del Brandivino al no haber barcas guardadas en la orilla occidental del río. En la versión cinematográfica de La Comunidad del Anillo realizada por el director neozelandés Peter Jackson, el encuentro con el Nazgûl es más inmediato.

### Cricava
Cricava (Crickhollow en el original inglés) es una aldea situada entre Burgonuevo (al norte) y Gamoburgo (al sur). Es atravesada por el Camino de Los Gamos y además de ella parte otro camino que llega a la Puerta del Bosque por los campos de labranza y las granjas de Los Gamos. En el año 3019 de la Tercera Edad, después de vender Bolsón Cerrado, Frodo Bolsón se mudó a una casa en Cricava. Meriadoc Brandigamo y Fredegar Bolger prepararon la casa supuestamente para que Frodo viviera en el retiro, pero la compra de la casa fue tan solo una artimaña para permitir que Frodo y Sam salieran de la Comarca discretamente. Días después, la casa fue atacada por los Nazgûl. Merry y Pippin vivieron juntos un tiempo en la casa en Cricava tras su vuelta a la Comarca.

### Cerca Alta
La Cerca Alta es una gran empalizada que protegía Los Gamos. Corría a lo largo de la orilla del Brandivino desde el puente siguiendo una amplia curva hasta la aldea de Fin de la Cerca, donde el río Tornasauce salía de la floresta y se unía al río de la Comarca. Su extensión total era de unas diez millas de extremo a extremo. Por supuesto, la protección no era completa, pues la floresta crecía junto a la cerca en muchos sitios. La gente de Los Gamos cerraba las puertas de la Cerca con llave al oscurecer.

### Fin de la Cerca
Fin de la Cerca (Haysend en el original inglés) es una aldea ubicada en el extremo meridional de Los Gamos, en el lugar donde el Tornasauce se unía al Brandivino, y marcaba el final de la Cerca Alta. Es llamada así por el hecho de que estaba edificada en el extremo de la Cerca. Según el poema de Tom Bombadil, sus habitantes tenían una actitud más feroz y más protectora que la mayoría de los hobbits, lo que no es de sorprender dada la localización peligrosa de la aldea.

## Historia y cultura
Los Gamos fueron colonizados alrededor del año 2340 de la Tercera Edad por Gorhenhad Gamoviejo, un antepasado de Meriadoc Brandrigamo. La familia Gamoviejo había ostentado el cargo de Thain desde la fundación de La Comarca, y al perderlo a manos de los Tuk, Gorhenhad decidió emigrar lejos de la influencia de sus rivales. Al hacerlo se convirtió en el primer Señor de Los Gamos y adoptó el apellido Brandigamo. 
Debido a que Los Gamos están al este del río Baranduin, la tierra no forma parte de la dada a los hobbits por el rey Argeleb II de Arthedain. Los Gamos no se convertirían en parte de la Comarca hasta el principio de la Cuarta Edad del Sol, cuando el rey Elessar nombró a Los Gamos y a la Frontera del Oeste como partes oficiales de la Comarca. 
Los hobbits de Los Gamos son algo distintos a los demás: están preparados para el peligro y son menos ingenuos que los hobbits de la Comarca. Cierran las puertas de sus casas por la noche y están preparados para usar armas en caso de que el cuerno de Los Gamos suene. Quizás por eso los rufianes de Saruman no llegaron a ocupar Los Gamos. La mayoría de los habitantes eran originalmente del clan de los Fuertes y eran los únicos hobbits que sabían y acostumbraban a utilizar barcos y botes.